# Andrena oenotherae
Andrena oenotherae là một loài Hymenoptera trong họ Andrenidae. Loài này được Timberlake mô tả khoa học năm 1937.